# 内村直也

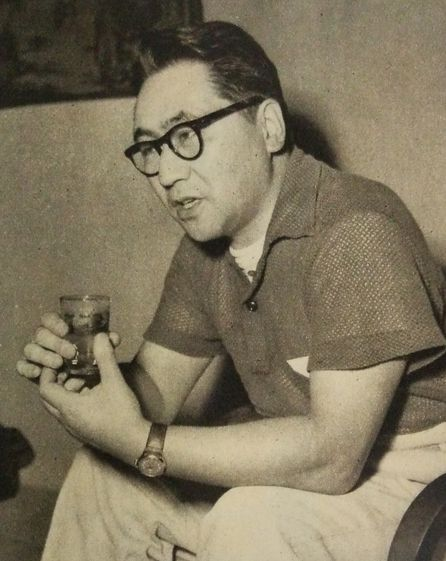
1954年

内村 直也（うちむら なおや、1909年8月15日 - 1989年7月27日）は、日本の劇作家、翻訳家。
本名：菅原実（すがわら みのる）。実業家・劇作家の菅原卓は兄である。妻の富子は安川敬一郎の孫。

## 人物・来歴
東京生まれ。1932年、慶應義塾大学経済学部卒。
岸田國士に師事、同人誌『劇作』を編集担当。1935年に処女作「秋水嶺」を発表、築地座で上演された。戦後の作品として「雑木林」（1948）、「遠い凱歌」（1956）などがある。
NHKの連続ラジオ劇「えり子とともに」（1948 - 1951）の脚本ならびに劇中歌「雪の降るまちを」の作詞で広く知られている。また、日本の民間放送で初のテレビドラマとなった「私は約束を守った」（日本テレビ）（1953）や、「追跡」（NHK）（1955）をはじめ、初期のテレビドラマでも多く作品を発表した。
そのほか西洋戯曲の翻訳、編纂、放送劇方法論、話し言葉論、少女小説など多方面に活躍し、国際演劇協会日本センター長を務めるなど戦後新劇界の重鎮だった。歌手・高美アリサの名付け親でもある。

## 著書
- 『秋の記録 戯曲集』（能楽書林） 1949
- 『跫音 ラヂオ・ドラマ集』（世界文学社） 1949
- 『えり子とともに』 全6冊（宝文館） 1950 - 1951
- 『えり子の風』（実業之日本社） 1951
- 『内村直也ラジオ・ドラマ選集』（宝文館） 1951
- 『えり子とともに 青春篇』 全4部（宝文館） 1951 - 1952
- 『ラジオ・ドラマ方法論』（宝文館） 1953
- 『スタジオ芸術』（創元社） 1953
- 『大工が議論している間は』（宝文館、ラジオ・ドラマ新書） 1954
- 『うちのおばあちゃん』（宝文社） 1955
- 『道子の存在理由』（宝文館、ラジオ・ドラマ新書） 1955
- 『あざみの抗議』（ひまわり社、それいゆ新書） 1955
- 『ドラマトゥルギイ研究』（白水社） 1956
- 『テレビ・ドラマ入門』（宝文館） 1957
- 『テレビ・ドラマ作品集』（宝文館） 1957
- 『ラジオドラマの話』（社会思想研究会出版部、現代教養文庫） 1957
- 『ミュージカル』（音楽之友社） 1958
- 『新劇の話』（社会思想研究会出版部、現代教養文庫） 1958
- 『帆柱』（秋元書房） 1959
- 『白い帆柱』（秋元書房） 1960
- 『帆柱に幸あれ』（秋元書房） 1960
- 『霧のふる谷間』（秋元書房） 1960
- 『新しいドラマトゥルギー 日本の風土とドラマ』（白水社） 1962
- 『内村直也戯曲集』（白水社） 1966
- 『雪の降る街を 詩集』（水星社） 1967
- 『日本語と話しことば』（北洋社） 1976
- 『日本語と会話』（北洋社） 1977
- 『五感の言語学』（PHP研究所） 1980
- 『女優田村秋子』（文藝春秋） 1984 - 田村の戯曲作品も収録
- 『タナトロジー〈死ぬ技術〉 自選短篇ドラマ集』（日本放送出版協会） 1985
- 『すてきな会話をあなたに』（講談社文庫） 1986
- 『秋水嶺』（成瀬書房） 1986
- 『劇作家白書、二足のわらじ　内村直也随想集』（高田正吾編、参青山） 2004 - 私家版・2冊組

## 共編著
- 『新劇手帖』（田中千禾夫共編、創元社） 1952
- 『校内放送12カ月 春夏 / 秋冬編』（誠文堂新光社） 1955 - 1956
- 『年刊テレビ・ドラマ代表作選集 1958 - 59』（飯島正共編、清和書院） 1958 - 1959
- 『築地座 演劇美の本質を求めて』（田村秋子共著、丸ノ内出版） 1976

## 翻訳
- 『夜の来訪者』（J・B・プリーストリー、三笠書房） 1952
- 『アメリカ・ラジオ・ドラマ傑作集』（宝文館） 1954
- 『現代フランス演劇 1900年からの』（ルネ・ラルー、梅田晴夫共訳、白水社、文庫クセジュ） 1955
- 『四人の隊長の恋』（ピイター・ユスティノフ、白水社、現代海外戯曲） 1956
- 『八月十五夜の茶屋』（ヴァーン・スナイダー、早川書房） 1956
- 『イプセン名作集 野鴨』（イプセン、白水社） 1956
- 『オンディーヌ』（「ジロドゥ戯曲全集 5」白水社）1957 - 1958、新版2001 -  全6巻で鈴木力衛と共編
- 『ジロドゥ研究』（鈴木力衛共編訳、白水社） 1958 - 上記の別巻
- 『十五才の頃』（ビヴァリ・クリアリ、秋元書房） 1957
- 『放送芸術』（ロジェ・プラダリェ、梅田晴夫共訳、白水社、文庫クセジュ） 1957
- 『金色の鷲の秘密』（エラリイ・クウィーン、早川書房） 1958、ハヤカワ文庫Jr（都筑道夫解説） 1978
- 『トプシイ、アンコールよ』（ヘッドレイ、秋元書房） 1958
- 『ヘンリイ四世』（「ピランデルロ名作集」白水社） 1958
- 『ギリシア悲劇物語』（H・R・ジョリッフ、白水社） 1964、新版1997